# Mischari Raschid al-Afasi

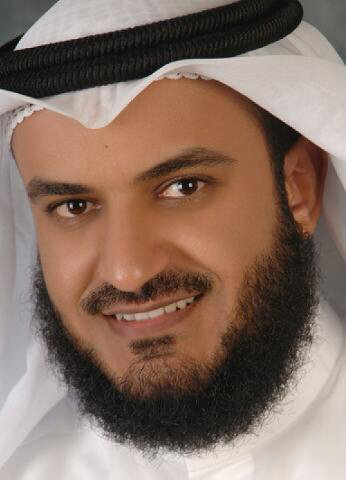
Mischari Raschid al-Afasi, vor 2013

Mischari Raschid al-Afasi (* 5. September 1976 in Kuwait; arabisch مشاري بن راشد بن غريب بن محمد بن راشد العفاسي المطيري, DMG Mišārī b. Rāšid b. Ġuraib b. Muḥammad b. Rāšid al-ʿAfāsī al-Muṭairī; transkribiert auch Mishary Rashid Al-Afasy) ist ein kuwaitischer Koranrezitator und Imam der Großen Moschee in Kuwait.
Al-Afasi studierte in Saudi-Arabien an der Islamischen Universität Medina und beherrscht zehn Lesarten des Korans. Bekannt wurde al-Afasi in der islamischen Welt durch die Publizierung und Kommerzialisierung der kompletten Koranrezitation und seiner unverkennbaren Stimme. Auch durch diverse Naschid (islamischer Gesang) wurde al-Afasi populär. Mittlerweile hat er einen eigenen islamischen Satelliten-Fernsehsender namens Al-Afasy TV.
Mischary Raschid al-Afasi ist verheiratet, hat zwei Töchter und einen Sohn.

## Diskografie
1. Uyoon Al Afaaee (2003)
2. Laysa Al Gharib (2004)
3. Haneeni (2005)
4. Qalbi Sagheer (2007)
5. Zekrayat (2008)
6. Anaqeed 1 (2009)
7. Anaqeed 2 (2010–2011)
8. Illa Salati
9. Agheebo
10. Tala Al Badru Alayna
11. Banat alreih (2011)